# Togninia
Togninia är ett släkte av svampar. Togninia ingår i familjen Togniniaceae, ordningen Diaporthales, klassen Sordariomycetes, divisionen sporsäcksvampar och riket svampar.
| Togninia | \| \| Togninia novae-zealandiae \| \| \| \| \| \| Togninia vibratilis \| \| \| \| |
|          | \| \| Togninia novae-zealandiae \| \| \| \| \| \| Togninia vibratilis \| \| \| \| |
|          | Phaeoacremonium                                                                   |
|          |                                                                                   |
|          | Togninia novae-zealandiae                                                         |
|          |                                                                                   |
|          | Togninia vibratilis                                                               |
|          |                                                                                   |

|  | Togninia novae-zealandiae |
|  |                           |
|  | Togninia vibratilis       |
|  |                           |